# Nísos Schoinoússa
Nísos Schoinoússa är en ö i Grekland.   Den ligger i prefekturen Kykladerna och regionen Sydegeiska öarna, i den sydöstra delen av landet, 200 km sydost om huvudstaden Aten. Arean är 9,3 kvadratkilometer.
Terrängen på Nísos Schoinoússa är platt. Öns högsta punkt är 124 meter över havet. Den sträcker sig 4,7 kilometer i nord-sydlig riktning, och 4,2 kilometer i öst-västlig riktning.